# زیبا اما خطرناک
زیبا اما خطرناک (به انگلیسی: Beautiful But Dangerous) که با نام زیباترین زن جهان (به ایتالیایی: La donna più bella del mondo) منتشر شد، یک فیلم کمدی-درام عاشقانه فرانسوی-ایتالیایی به کارگردانی رابرت زی. لنرد است که در سال ۱۹۵۶ منتشر شد. این فیلم تصویرگر زندگینامه لینا کاوالیری، سوپرانوی اپرای ایتالیایی، است. جینا لولوبریجیدا برای این فیلم جایزه دیوید دی دوناتلو را برای بهترین بازیگر زن دریافت کرد.